# Quadrilatero

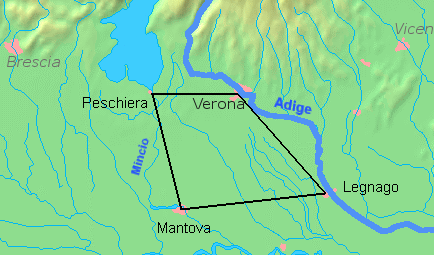
Mapa polohy pevností

Quadrilatero je tradiční označení obranného systému Rakouského císařství v Království lombardsko-benátském. Tento systém spojoval pevnosti v Peschieře, Mantově, Legnagu a Veroně, mezi řekami Mincio, Pád a Adiže.
V období mezi koncem napoleonských válek a revolučním rokem 1848 se jednalo o jediné plně modernizované a vyzbrojené pevnosti v celém císařství.
Od cca roku 1850 byly zásoby a posily dodávány na místo novou železnicí Benátky – Milán.
Zkušenosti z druhé italské války za nezávislost v roce 1859, ve které byly italskou armádou poprvé použity zbraně s vývrty hlavně, vedly Rakušany k vybudování druhé linie 8 pevností ve vzdálenosti cca 4 kilometry od hlavní linie (dokončeno na jaře 1866), osou kolem Verony.